# Парламентские выборы в Чехии (2021)
Парламентские выборы в Чехии 2021 году — 8-е выборы депутатов в нижнюю палату Парламента Чехии прошли 8—9 октября 2021 года. Явка составила 65,43 %.
В выборах участвовало 22 политических субъекта, из них 20 политических партий (движений) и 2 коалиции. Это были первые парламентские выборы, которые прошли по другой избирательной системе распределения мандатов, впервые с выборов в 2002 году. Необходимый пятипроцентный барьер (8-процентный для двухпартийной коалиции и 11-процентный для трёх и более партийной коалиции) преодолели 4 политических субъекта: коалиция «Вместе» (чеш. SPOLU — ODS, KDU-ČSL и TOP 09), движение ANO 2011, коалиция «Пираты и Старосты» (чеш. Piráti a Starostové — Чешская пиратская партия и Старосты и независимые) и движение SPD. Впервые за историю независимой Чешской Республики, на парламентских выборах в нижнюю палату парламента, традиционные левые партии ČSSD и KSČM не смогли преодолеть пятипроцентный барьер и получить мандаты. Явка составила 65,43 % и является третьей наивысшей за историю, выше была только на выборах в 1996 и 1998 годах.

## Дата выборов
Чешская Конституция гласит, что выборы в Палату депутатов должны проводиться каждые четыре года. Дни голосования в Чешской Республике — пятница и суббота, но избиратели могут представлять свои бюллетени в любой день. Точная дата выборов назначается Президентом, который обязан огласить её не позднее, чем за 90 дней до дня проведения выборов. 28 декабря 2020 года президент Милош Земан объявил 8 и 9 октября 2021 года днями проведения выборов.

## Избирательная система

### До решения Конституционного суда
200 членов Палаты депутатов избираются в 14 многомандатных избирательных округах (в каждом из которых обычно баллотируются от 5 до 25 членов), по пропорциональному представительству открытого списка, в котором они могут давать преференциальные голоса четырём кандидатам из выбранного списка. Места распределяются с использованием метода д’Ондта с избирательным порогом 5 % для партий, 10 % для двухпартийных коалиций, 15 % для трехпартийных коалиций и 20 % для коалиций четырёх или более партий. Кандидаты, которые получили более 5 % преференциальных голосов избирателей, переходят в верхнюю часть своего списка, а в случаях, когда более одного кандидата получает более 5 % преференциальных голосов, они оцениваются в порядке получения голосов.

### После решения Конституционного суда
В ответ на требования группы чешских сенаторов, 3 февраля 2021 года, Конституционный суд Чехии, в своём решении отменил часть закона о выборах, в связи с тем, что «нарушаются принципы равенства и избирательного права, а также шансов партий в качестве участников парламентских выборов». Согласно решению Конституционного суда, избирательным предвыборным коалициям партий и движений будет достаточно 5 % голосов для прохождения в Палату депутатов. Разделение Чешской Республики на 14 избирательных округов может сохраниться, однако пересчет на мандаты в сочетании с другими элементами избирательной системы, по мнению судей, является дискриминационным, так как избиратели небольших партий должны иметь такую же возможность влиять на общий исход выборов, как и электорат больших партий. До осени, депутаты и сенаторы Парламента Чехии, должны были принять поправки к закону о выборах.
После решения Конституционного суда об частичной отмене избирательного закона перестал существовать метод распределения мест между партиями в соответствии с их электоральными успехами. Вскоре после этого, Высший административный суд, заявил о том, что в своём решении мог бы интерпретировать избирательный закон так, чтобы мог быть произведен подсчёт голосов на выборах. Дальнейшим решением ситуации, могла стать отсрочка выборов на период 6 месяцев, в случае, если в стране было бы введено чрезвычайное положение, которое действовало в связи с пандемией коронавируса. В Конституции Чешской Республики говорится, что избирательный закон, должен быть принят большинством членов обеих палат парламента Чешской Республики. То есть, правительство, которое имело поддержку в Палате депутатов Парламента Чехии и оппозиционный Сенат, должны были прийти к компромиссному варианту законопроекта о выборах.
Правительство подготовило два варианта законопроекта о выборах, в первом сохранялось разделение Чешской Республики на 14 многомандатных избирательных округов, во втором предлагалось создать единый многомандатный избирательный округ (например, как на выборах в Национальный совет Словакии). 22 февраля 2021 года, правительство представило два этих законопроекта Палате депутатов. Депутаты высказались за сохранение 14 многомандатных избирательных округов и высказались за увеличение проходного барьера для коалиций, который Конституционный Суд установил на уровне 5 %, как для остальных партий и движений, которые выдвигались самостоятельно. Первое чтение законопроекта прошло 9 марта, второе чтение прошло 25 марта. Затем на обсуждение поправок к закону, повлиял спор депутатов ODS, STAN, KDU-ČSL и Пиратов, который касался распределении оставшихся мандатов, то есть мест в палате депутатов, оставшихся после первого скрутиниума. Критика состояла в том, что какие кандидаты попадут в парламент за счёт дополнительных мест, будут решать партии, а не избиратели. В результате был принят вариант, который предложил председатель нижней палаты Радек Вондрачек, согласно которому второй этап распределения мест, так называемый второй скрутиниум, происходит автоматически, без вмешательства партий. 7 апреля законопроект прошёл третье чтение и был отправлен на обсуждение в Сенат.
Большинство в Сенате и оппозиционные партии в Палате депутатов (за исключением KSČM и SPD) были за введение голосования по почте (чеш. korespondenční volby) для граждан, которые в день выборов находятся заграницей. Однако, согласно соглашению между председателем Палаты депутатов и председателем Сената, поправка в Сенате не обсуждалась, несмотря на требование сенаторского клуба STAN. Сенаторский клуб ODS и TOP 09 заявил, что данную поправку поддерживает, однако в случае принятия её, законопроект должен вернуться обратно в Палату депутатов и это будет воспринято как нарушение возникшего компромисса между Палатой депутатов и Сенатом. Введение голосования по почте сенаторы предложили обсудить после того, как пройдут новые выборы. Президент Милош Земан же заявил, что в любом случае подпишет закон и не будет накладывать вето, несмотря на то что идея о голосовании по почте ему не нравится. 28 апреля Сенат принял законопроект о выборах.
4 мая, спустя три месяца после решения Конституционного Суда, президент Милош Земан подписал новый закон о выборах.

### Новый избирательный закон
200 депутатов Палаты депутатов избираются в 14 многомандатных избирательных округах, с последующими двумя этапами скрутиниума и распределением мандатов между краями по количеству голосов в них. Для прохождения первого скрутиниума, партия должна получить из всех краёв в общей сложности 5 %, двухпартийная коалиция 8 %, трехпартийная и более коалиция 11 %. Затем мандаты распределяются между партиями при помощи так называемой квоты Империали. Во втором скрутиниуме оставшиеся места распределяются между партиями по наибольшей сумме остатков после разделения голосов во всех регионах. В случае нераспределения всех 200 мест между регионами или в случае не распределения всех мест во втором этапе процедура делится на оставшиеся по наибольшим остаткам[прояснить].

### Голосование заграницей
В выборах также приняли участие граждане Чехии, проживающие или находящиеся за рубежом. Голоса приходящие из-за границы, согласно закону и выпавшему жребию, приписывались к избирательному округу Устецкий край. Для голосования за рубежом было открыто 111 избирательных участков, большинство из которых расположены в посольствах и консульствах Чехии. Право голоса также получили 120 чешских солдат, находящихся в составе международной миссии в Мали. В избирательных списках за рубежом было зарегистрировано 18 808 избирателей, из которых проголосовали 13 236 (явка 70,37%). Избиратели зарубежом отдали 50,47% своих голосов коалиции «Пиратов и Мэров», 34,26% — коалиции «Вместе», 4,99% — движению ANO и 2,19% — SPD, 1,85% — «Зелёным», 1,6% — «Присяге», 1,6% — ТСС, 1,52% — ČSSD и 0,37% — KSČM. Наибольшая явка была в Брюсселе и Лондоне.

## Предвыборная ситуация

### Результаты выборов 2017 года

Разделение мандатов по итогу выборов

|                          | голосов   | %        | мандатов |
| ------------------------ | --------- | -------- | -------- |
| ANO 2011                 | 1 500 113 | 29.64 %  | 78       |
| ODS                      | 572 948   | 11.32 %  | 25       |
| Чешская пиратская партия | 546 393   | 10.79 %  | 22       |
| SPD                      | 538 574   | 10.64 %  | 22       |
| KSČM                     | 393 100   | 7.76 %   | 15       |
| ČSSD                     | 368 347   | 7.27 %   | 15       |
| KDU-ČSL                  | 293 643   | 5.80 %   | 10       |
| TOP 09                   | 268 811   | 5.31 %   | 7        |
| STAN                     | 262 157   | 5.18 %   | 6        |
| Партия свободных граждан | 79 229    | 1.56 %   | 0        |
| Партия зелёных           | 74 335    | 1,46 %   | 0        |
| Остальные                | 163 109   | 3,23 %   | 0        |
| Всего                    | 5 060 759 | 100.00 % | 200      |

### Развитие ситуации

#### События до 2020 года

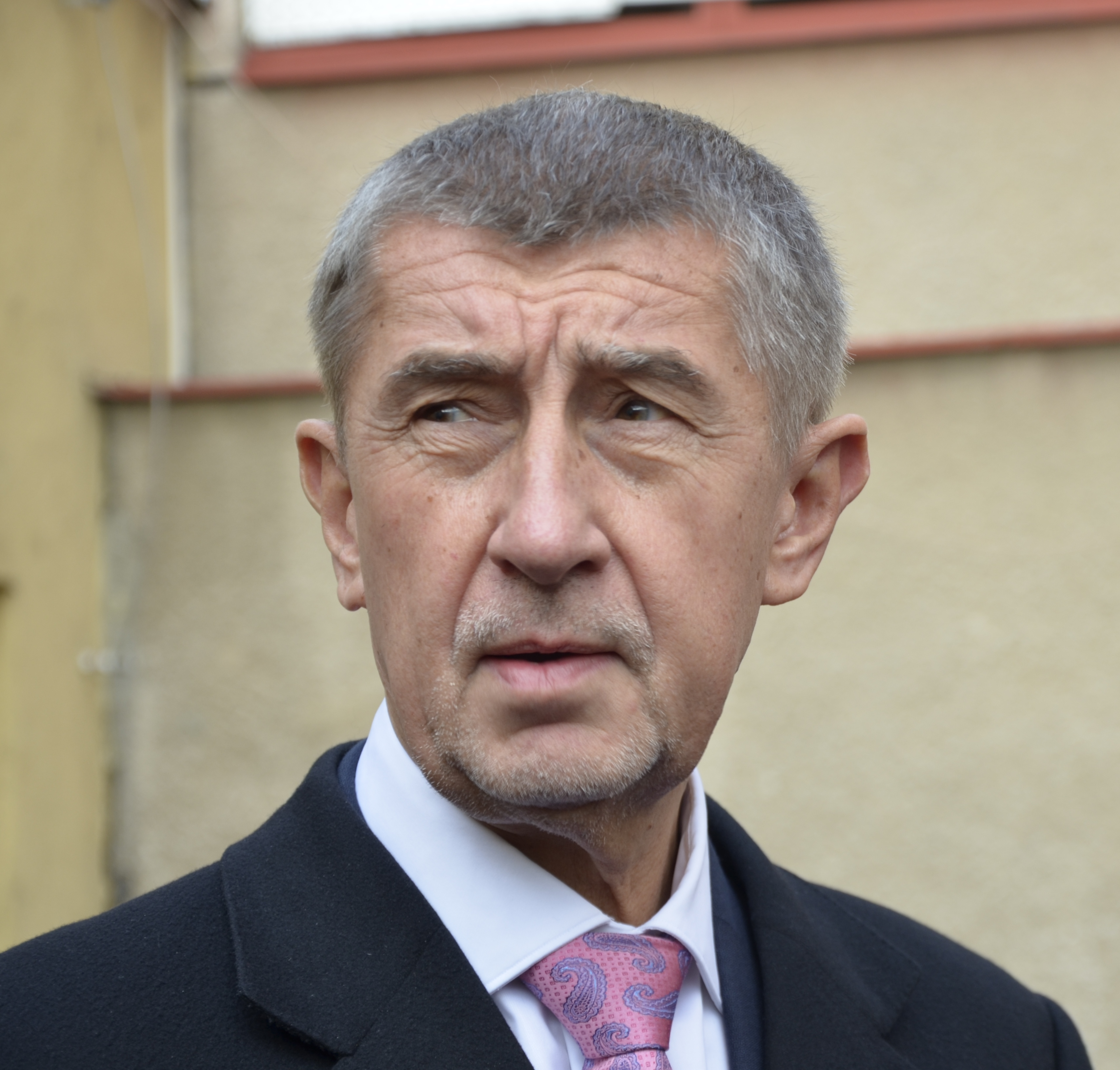
Премьер-министр Андрей Бабиш

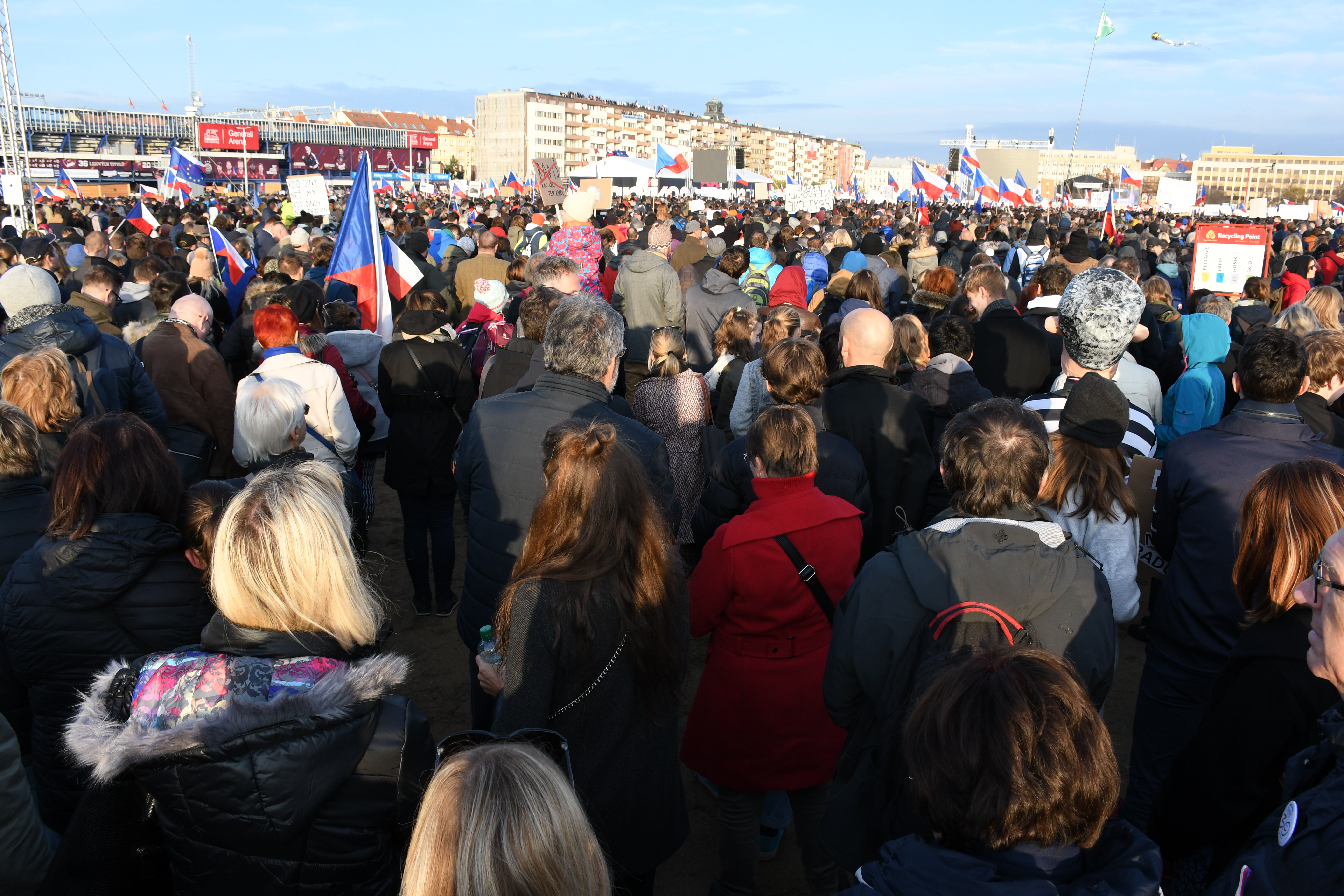
Одна из протестных акций в Праге, 2019 год

После прошедших парламентских выборов в 2017 году, председатель победившего движения ANO 2011 Андрей Бабиш стал премьер-министром Чешской республики. Первое правительство меньшинства Андрея Бабиша не получило доверия Палаты депутатов парламента Чехии. Летом 2018 года было сформировано второе правительства меньшинства Андрея Бабиша которое стало опираться на коалицию ANO 2011, ČSSD и поддержку KSČM. На фоне скандалов, связанных с фигурой Андрея Бабиша возникла ассоциация «Миллион мгновений» (чеш. Million chvílek), которое начало общественную кампанию под названием Миллион мгновений для демократии. В ходе кампании в 2018-20-х годах прошли массовые демонстрации, против политики проводимой Андреем Бабишом и его кабинетом.
После прошедших парламентских выборов в 2017 году, на чешской политической сцене появилось несколько новых партий и движений. После скандала в ODS, из неё вышло некоторое количество членов, во главе с депутатом Вацлавом Клаусом (младшим). Вскоре после этого, в июне 2019 года было основано движение Триколор гражданское движение. Программа движения была представлена осенью того же года. Программа основана на трёх столпах — защита «нормального» мира, богатство возникает через работу и обороны национальной демократии. На основе двух мелких левых партий была создана партия Levice, которая ставит в своей программе на первое место проблемы изменение климата, социальную политику и жильё. Также, возникло движение Будущее, которое официально было зарегистрировано в июле 2020 года, которое стоит за «Справедливое, устойчивое и защищённое будущее», конкретнее за списании долгов домашних хозяйств, сокращение рабочего дня и решения климатического кризиса .Обе этих партии, возникли на фоне внутрипартийных кризисов в Партии зелёных, ČSSD и KSČM.
До 2020 года, на политической сцене, согласно предвыборным опросам доминировало движение ANO 2011, за ним следовали Чешская пиратская партия и ODS. Такая ситуация продолжалась до марта 2020 года, однако долгое время преференции ČSSD и KSČM уменьшались и были даже ниже 5 %, что потенциально означает не прохождение в Палату депутатов Было подтверждено, что движение ANO 2011 удерживает значительную часть электората старше 65 лет.

#### Осень 2020 года: региональные выборы и выборы в Сенат
Ситуация для движения ANO 2011 изменилось осенью 2020 года, когда в Чехии началась «вторая волна» коронавирусной эпидемии, опросы показали падение преференций у ANO 2011 на несколько пунктов, по сравнению с результатами выборов в 2017 году. В начале ноября 2020 года, агентство STEM/MARK опубликовала результаты опроса, согласно которому две трети опрошенных чехов считают, что правительство не способно четко обосновать свои меры против распространения covid-19. Далее был подтвержден тренд на падение преференций ČSSD и KSČM под 5 %. У партии STAN, ситуация развилась лучше, с 5 % произошел рост до 9,5 %. Это связывается с успехом STAN на региональных выборах и выборах в Сенат.
В октябре 2020 года прошли региональные выборы и выборы в Сенат. Победителем региональных выборов стало движение ANO 2011. Значительный провал зафиксировали левые партии ČSSD и KSČM, по сравнению с 2012 годом, когда по регионам Чехии обрушился «Оранжевый шторм» и победила ČSSD. Своё положение улучшили Чешская пиратская партия, ODS, STAN, KDU-ČSL, SLK, TOP 09 и SPD. На выборах в Сенат же, победила партия STAN.

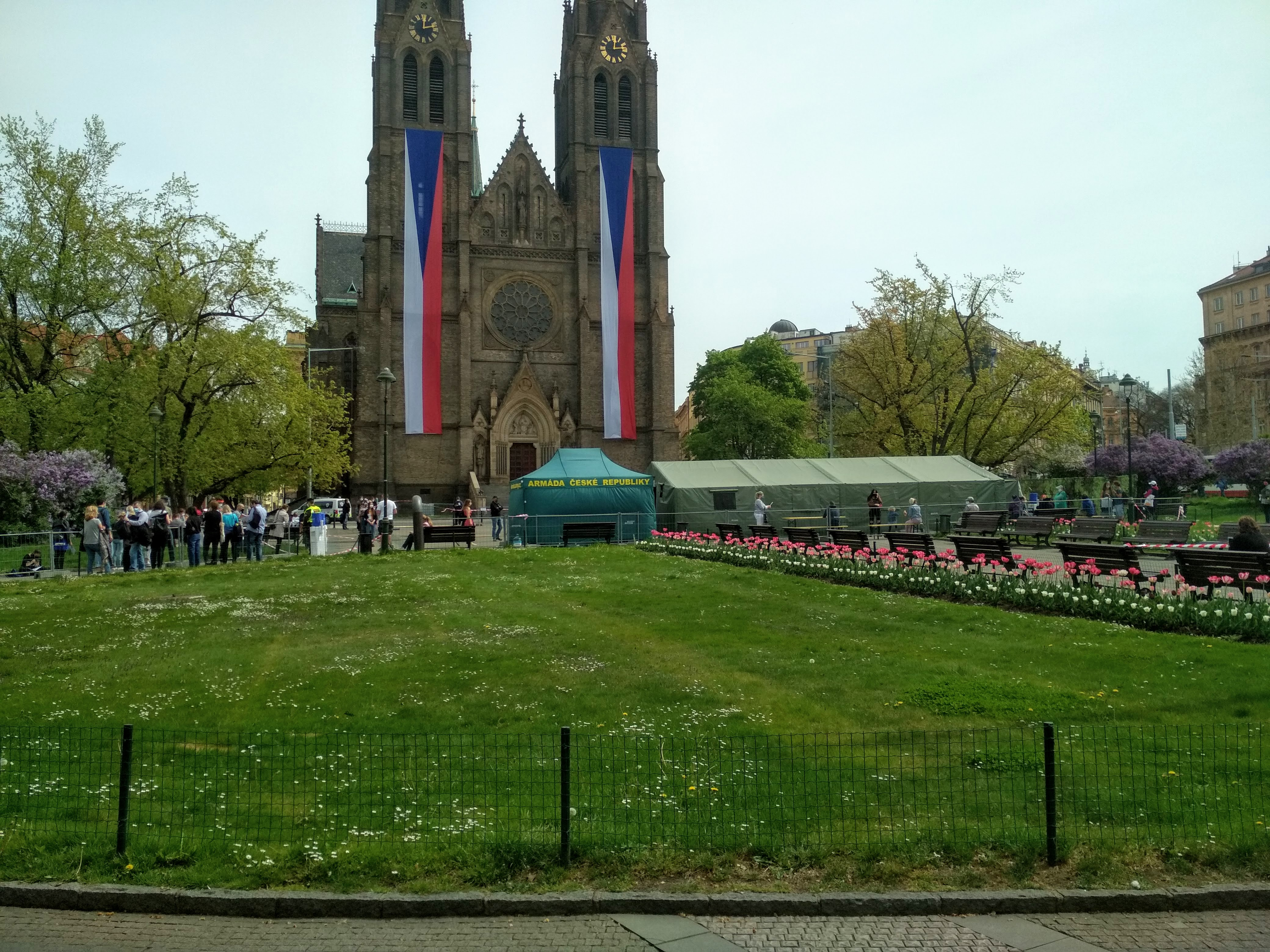
Очередь на тестирование на COVID-19 в Праге

Ассоциация «Миллион мгновений», исходя из результатов прошедших в 2017 году выборов, а также расколотости демократического электората, призывала в 2019-20 годах, чешские демократические оппозиционные партии к объединению и предвыборному сотрудничеству. Летом 2020 года, на фоне создания региональных коалиций, в СМИ стали появляться размышления различных политиков и журналистов о возможных предвыборных коалициях. Появились сведения о планировании создания правоцентристской коалиции, в которую должны были войти ODS, KDU-ČSL и TOP 09. Также имелись сведения о создании центристской и либеральной коалиции Чешской пиратской партии и STAN. После региональных выборов, в конце октября председатели ODS, KDU-ČSL и TOP 09, подписали меморандум о сотрудничестве перед парламентскими выборами. В декабре было представлено название коалиции — «SPOLU» и началась агитационная кампания. В октябре 2020 года, партия STAN заявила о своей заинтересованности в формировании предвыборной коалиции с Чешской пиратской партией. В ноябре, после партийного голосования, пиратская партия начала переговоры с партией STAN о предвыборной коалиции. В январе 2021 года пираты после партийного голосования согласились с созданием коалиции — Пираты и Старосты.
В конце сентября 2020 года, председатель ассоциации «Миллион мгновений» Микулаш Минарж ушёл в отставку со своего поста и вышел из ассоциации, с целью создания нового политического проекта, который должен был принять участие в парламентских выборах. В декабре было объявлено о создании ассоциации PRO ČR, с целью основания политического движения Lidé PRO («Люди за»). Минарж поставил своей целью, создать альтернативу для избирателей движения ANO 2011 и тех, кто не ходит на выборы. Первой целью для создания нового движения, стало собрать 500 тысяч подписей. Сбор подписей, в том числе из-за пандемии COVID-19, проходил не очень активно и 24 марта 2021 года, Минарж заявил, что проект Lidé PRO завершается, и что он поддержит другие оппозиционные партии. Сам Минарж, заявил что тем самым завершает свою политическую карьеру.

#### 2021 год
По мнению политологов, в январе 2021 года угроза того, что ČSSD и KSČM не попадут в парламент, кажется реальной. Поэтому, ČSSD начала переговоры с рядом левоцентристских партий, среди которых была и Партия зелёных. Однако, ČSSD и ANO 2011 отказались от вероятности создания предвыборной коалиции, о которой гипотетически говорил президент Милош Земан. По мнению некоторых членов, социал-демократической партии, партии необходимо объединить усилия с Партией зелёных. В начале января 2021 года, министр труда и социальных дел Яна Малачова объявила, что партия дала добро на начало переговоров с Партией зелёных о создании «Левого» блока.
В конце января 2021 года, о вступлении в политику, объявил бывший сотрудник чешской полиции, таможни и бывший шеф «Отдела по борьбе с организованной преступностью» (чеш. Útvar pro odhalování organizovaného zločinu (ÚOOZ)) Роберт Шлахта, известный в связи со скандальным обыском, который провела полиция Чехии в здании правительства в июне 2013 года, после которого пало правительства Петра Нечаса. Он обозначил своё гражданское движение Присяга как центристкое и противокоррупционное. Также, он не поддержал введение евро и иммиграцию из стран Ближнего востока.
В начале февраля 2021 года, Конституционный суд Чехии, в своём решении отменил часть Закона о выборах, в связи с тем, что «нарушаются принципы равенства и избирательного права, а также шансов партий в качестве участников парламентских выборов». До мая обе палаты парламента приняли новые принять поправки к закону о выборах.
Первоначально, съезд ČSSD должен был пройти в ноябре 2020 года, но из-за сложной пандемической ситуации, съезд был перенесён на начало апреля и в онлайн-формат. 15 февраля, министр иностранных дел и заместитель председателя партии Томаш Петржичек объявил, что будет баллотироваться на пост председателя партии, он объяснил это тем, что хочет изменить стратегию партии и спасти е перед падением на дно. Тем самым он стал конкурентом для председателя партии Яна Гамачка, который планировал вновь переизбраться на посту председателя партии.
В конце февраля и в начале марта, партии коалиции SPOLU согласовали коалиционное соглашение между собой и начали формирование коалиционных списков на выборах.
В начале марта председатели партий Триколор, Свободные и Собственники, объявили о намерении участвовать в выборах совместно, в рамках коалиции, для которой, по решению Конституционного суда Чехии, был снижен порог до 5 %. Однако, после того как были приняты поправки в закон и процентный барьер для коалиций был повышен, предвыборное сотрудничество партий не закончилось. На время выборов, партия Триколор была переименована в «Триколор Свободные Собственники» (чеш. Trikolora Svobodní Soukromníci), дабы обойти закон о выборах. Целью партии стала «защита нормального мира», защита капитализма, чешской кроны, свободы и национального государства. Первоначально, лидером должен был стать Вацлав Клаус (младший), однако, он вскоре покинул пост председателя партии из-за личных проблем. Новым лидером стала Зузана Майерова Заградникова.

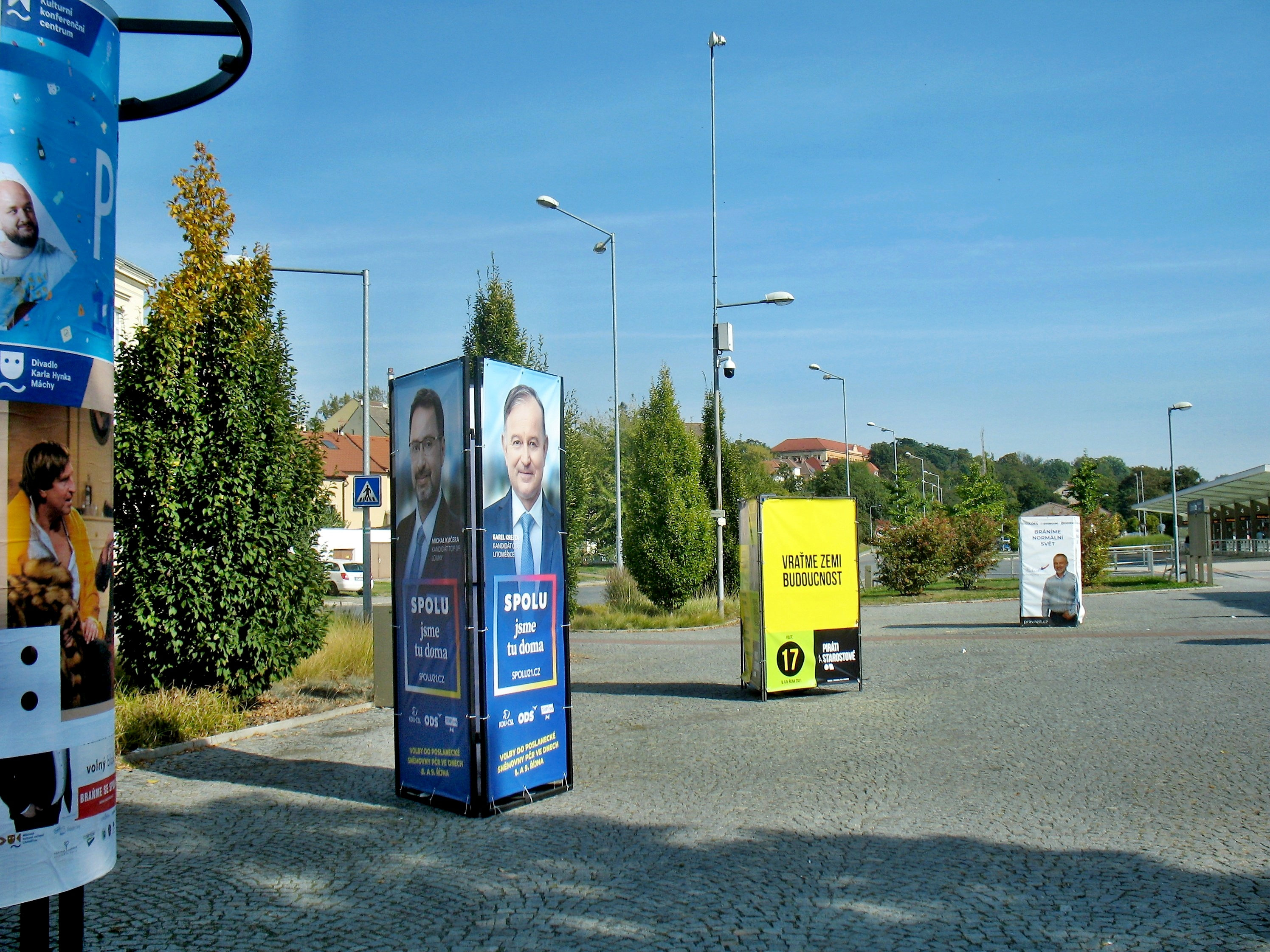
Избирательная кампания, Литомержице, октябрь 2021

По предвыборным опросам в марте, коалиция Пиратской партии и Старост и независимых, могла собрать до 34 % голосов, в то же время как правящая партия ANO 2011 всего 25 %, а коалиция SPOLU от 17 % до 22 %. ČSSD и KSČM находились на границе для прохождения в парламент.
В начале апреля на пост министра здравоохранения был назначен Петр Аренбергер, вместо ушедшего в отставку и критикованного со стороны премьер-министра и президента Яна Блатного. В это же время произошёл онлайн съезд ČSSD на котором Ян Гамачек смог переизбраться на посту председателя, а Томаш Петржичек и противники сотрудничества с ANO 2011, проиграли. После этого, Ян Гамачек попросил председателя правительства Андрея Бабиша уволить Томаша Петржичка с поста министра иностранных дел. После этого, Партия зелёных прекратила переговоры с ČSSD о возможной поддержке партии на выборах. Одновременно с этим, правительство Чехии объявило о том, что к взрывам складов боеприпасов во Врбетицах причастны агенты ГРУ.
В конце апреля KSČM объявила о разрыве соглашения о поддержке правительства Андрея Бабиша в связи с невыполнением условий, которые выдвигала коммунистическая партия. Коалиция SPOLU после этого потребовала, что Андрей Бабиш вновь попросил о доверии своего правительства в нижней палате парламента. Премьер-министр отказался это делать, заявив что его правительство планирует править до выборов. Председатель Пиратской партии Иван Бартош же призвал к голосованию о роспуске нижней палате парламента и проведению досрочных выборов.

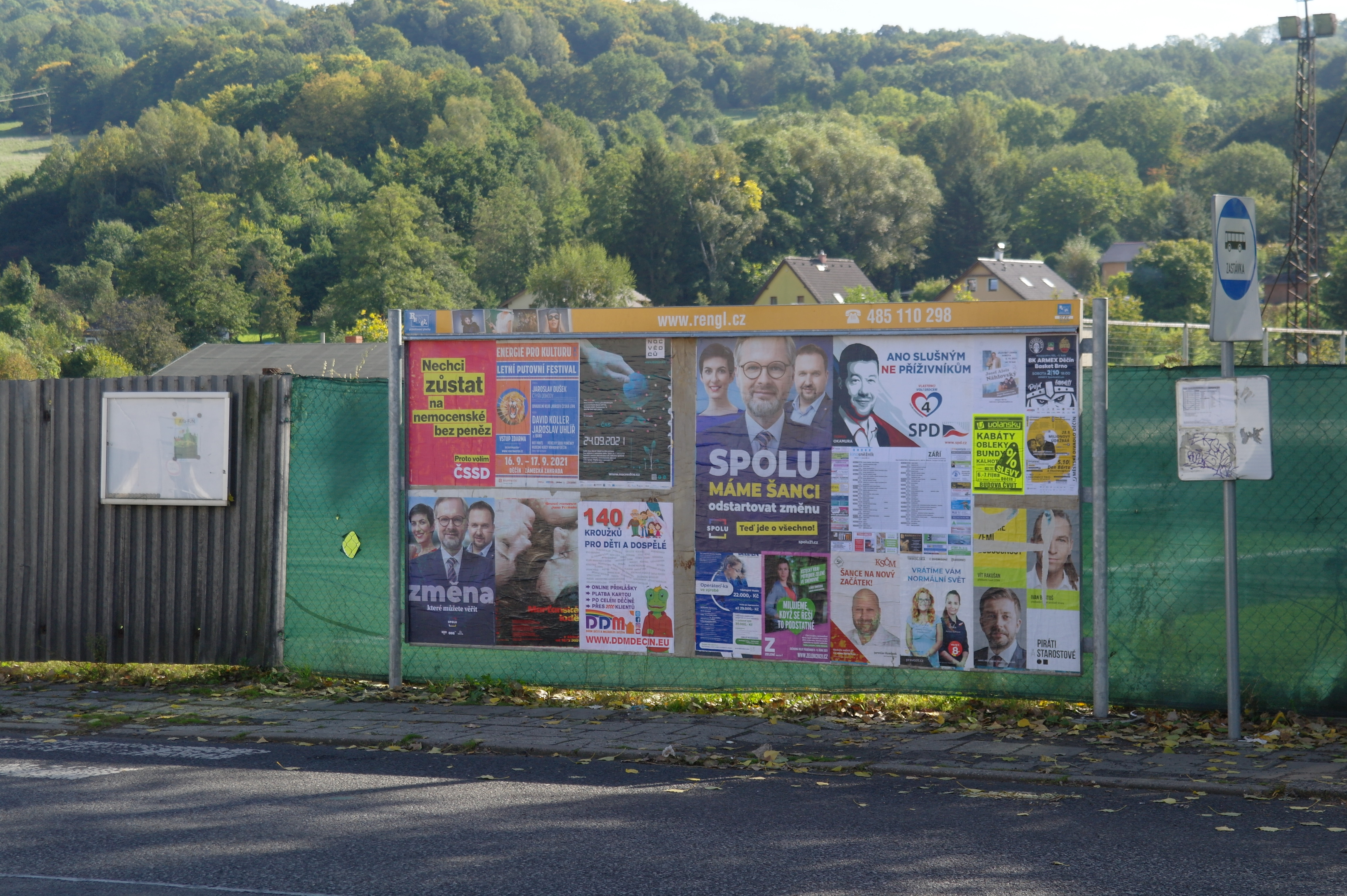
Плакаты предвыборной кампании

В середине мая депутаты коалиций SPOLU и Пиратов и Старост, объявили что у них есть достаточное количество подписей для проведения чрезвычайного заседания нижней палаты парламента, на котором был бы поднят вопрос о недоверии правительству Андрея Бабиша, однако само заседание должно было пройти в июне, после того как страну покинет последний российский дипломат. 3 июня произошло чрезвычайное заседание Палаты депутатов, на котором проходило голосование о недоверии правительству Андрея Бабиша. Правительство Андрея Бабиша смогло пережить третью попытку о вотуме недоверии, благодаря нескольким депутатам KSČM, которые покинули заседание перед голосованием.
В течение нескольких весенних месяцев преференции коалиции Пиратов и Старост значительно упали, в большинстве случаев избиратели покинули Пиратскую партию. Некоторые политологи, объяснили это тем, что возможные кандидаты в министры от Пиратской партии имели проблемные высказывания в прошлом. Одновременно с этим, преференции новой партии Присяга достигли 5 %. В это же время, президент Милош Земан заявил, что поддержит на выборах ANO 2011.
В начале августа свою избирательную кампанию начала Чешская Корона. Её председатель Радим Шпачек основными программными целями назвал: изменение конституционного строя с республики на парламентскую монархию, восстановление административного деления (на три части Богемию, Моравию и Силезию, как в 1918 году) и пересмотр правового порядка. Заместитель председателя Петр Кратки заявил, что согласно опросу общественного мнения, почти 10 % чешских граждан выступают за переход от республики к монархии, среди них до 18 % тех, кто впервые голосует. Среди кандидатов монархистов также есть члены других более мелких партий, таких как Консервативная партия и Моравия 1918.

## Политические субъекты
На выборах планируют принять участие 22 политических субъекта, на 9 меньше, чем на парламентских выборах в 2017 году (тогда в выборах участвовал 31 политический субъект). Это обусловлено созданием двух коалиций парламентских партий и поддержкой одной партии более мелкими объединениями.
| Число бюллетеня |  | Логотип | Название                        | Идеология                                                                                              | Лидер                        |  | Субъекты                      | Поддержка |
| --------------- |  | ------- | ------------------------------- | --- | ---------------------------- |  | ----------------------------- | --- |
| 1               |  |         | Партия зелёных                  | Зелёная политика, Прогрессивизм, Социальный либерализм, Энвайронментализм, Еврооптимизм                | Магдалена Дэвис              |  | -                             | - |
| 2               |  |         | Швейцарская демократия          | Прямая демократия, Евроскептицизм                                                                      | Томаш Раждик                 |  | -                             | - Партия государства прямой демократии — Партия труда (Strana státu přímé demokracie — Strana práce) - Республиканская партия земледельческого и мелкокрестьянского населения (Republikánská strana zemědělského a malorolnického lidu)                                                                                 |
| 3               |  |         | Volný blok                      | Чешский национализм, евроскептицизм, антиисламизм, COVID-отрицание, антивакцинаторство                 | Любомир Вольны               |  | -                             | - Единые (Jednotní) - Чешский суверенитет - Национальное ополчение (Národní domobrana) - Дом (Domov) - Безопасность, Ответственность, Солидарность (BOS) - Блок против исламизации — защита нации (Blok proti islamizaci — obrana národa) - Рабочая партия социальной справедливости                                    |
| 4               |  |         | Свобода и прямая демократия     | Чешский национализм, Евроскептицизм, Прямая демократия, Правый популизм, Антиисламизм                  | Томио Окамура                |  | -                             | - |
| 5               |  |         | ČSSD                            | Социал-демократия, Еврооптимизм                                                                        | Ян Гамачек                   |  | -                             | - Патриоты Оломоуцкого края (Patrioti Olomouckého kraje) |
| 6               |  |         | Правый блок                     | Прямая демократия, Правый популизм, Антикоммунизм                                                      | Петр Цибулка                 |  | -                             | - |
| 7               |  |         | Альянс национальных сил         | Чешский национализм, Национальный социализм, Панславизм, Германофобия                                  | Владимира Витова             |  | -                             | - Национальная демократия (Národní demokracie) - Коалиция для Республики — Республиканская партия Чехословакии Мирослава Сладека (SPR-RSČ) |
| 8               |  |         | Альянс за будущее               | Либеральный консерватизм, Национал-консерватизм, Зелёная политика                                      | Павел Сегнал                 |  | -                             | - Гражданский демократический альянс (ODA) - Разумные (ROZUMNÍ) - Демократическая партия зелёных (DSZ) - Партия консервативных правых (SKP-ŘN) - Аграрная демократическая партия (ADS) - Здоровье Спорт Процветание (ZSP) - Старосты ДЛЯ края (Starostové PRO kraj)                                                     |
| 9               |  |         | Триколор Свободные Собственники | Национал-консерватизм, Классический либерализм, Фискальный консерватизм, Laissez-faire, Евроскептицизм | Зузана Майерова Заградникова |  | -                             | - Триколор - Свободные - Soukromníci - Партия независимости Чешской республики (SNČR) - Гражданский манифест — Истинная Свобода и Процветание (Občanský Manifest — Pravá Svoboda a Prosperita) - Приличные люди (Slušní lidé)                                                                                           |
| 10              |  |         | Движение источники              | - | -                            |  | -                             | - Путь ответственного общества (Cesta odpovědné společnosti) - Альянс круглого стола (Aliance kulatého stolu) - Партия национальной свободы (Strana národní svobody) - Э-Крона (E-Koruna) - Партия сознания (Strana vědomí) - Активная компетенция (Činná kompetence) - Самопомощь (Svépomoc) - Нация себе (Národ Sobě) |
| 11              |  |         | Левые                           | Демократический социализм, Посткапитализм, Энвайронментализм, Антимилитаризм                           | Ян Майичек                   |  | -                             | - |
| 12              |  |         | Присяга                         | Популизм, центризм, Catch-all party                                                                    | Роберт Шлахта                |  | -                             | - |
| 13              |  |         | SPOLU                           | Правоцентризм, Либеральный консерватизм, Христианская демократия                                       | Петр Фиала                   |  | ODS KDU-ČSL TOP 09            | - Беспартийные (Nestraníci) - SNK Европейские демократы (SNK ED) |
| 14              |  |         | Пенсионеры 21                   | - | Яромир Фойтик                |  | -                             | - |
| 15              |  |         | Urza.cz                         | Анархо-капитализм                                                                                      | Мартин Урза                  |  | -                             | - |
| 16              |  |         | Чешская Корона                  | Монархизм, Легитимизм, Консерватизм, Христианская демократия, Социальный консерватизм                  | Радим Шпачек                 |  | -                             | - Консервативная партия (Konzervativní strana) - Моравия 1918 (Morava 1918) - Ассоциация за местное самоуправление (Sdružení pro místní správu) |
| 17              |  |         | Пираты и Старосты               | Левоцентризм, Либерализм, Социальный либерализм, Пиратская политика, Субсидиарность, Еврооптимизм      | Иван Бартош                  |  | Чешская пиратская партия STAN | - SLK - Сенатор 21 - Идеалисты (Idealisté) - Чистые Будеёвице (Čisté Budějovice) |
| 18              |  |         | KSČM                            | Коммунизм, Евроскептицизм                                                                              | Войтех Филип                 |  | -                             | - Коммунистическая партия Чехословакии (Komunistická strana Československa) |
| 19              |  |         | Моравское земское движение      | Моравский патриотизм, Регионализм, Либеральная демократия, Социальный либерализм, Проевропеизм         | Ондржей Гысек                |  | -                             | - |
| 20              |  |         | ANO 2011                        | Популизм, центризм, корпоративизм                                                                      | Андрей Бабиш                 |  | -                             | - |
| 21              |  |         | Откроем Чехию нормальной жизни  | Чешский национализм, евроскептицизм, COVID-отрицание, антивакцинаторство                               | Якуб Олберт                  |  | -                             | - ПЕС сдох (Chcípl PES) - Партия прав граждан |
| 22              |  |         | Мораване                        | Моравский патриотизм, Коммунитаризм, Федерализм                                                        | Цтирад Мусил                 |  | -                             | - |

## Опросы общественного мнения

### Таблица опросов
| Опрос                                  | ANO 2011 | SPOLU | SPOLU   | SPOLU  | Пираты и Старосты | Пираты и Старосты | SPD  | ČSSD | KSČM | Триколор Свободные Собственники | Триколор Свободные Собственники | Зелёные | Присяга | Остальные |
| Опрос                                  | ANO 2011 | ODS   | KDU-ČSL | TOP 09 | Пираты            | STAN              | SPD  | ČSSD | KSČM | Триколор                        | Свободные                       | Зелёные | Присяга | Остальные |
| -------------------------------------- | -------- | ----- | ------- | ------ | ----------------- | ----------------- | ---- | ---- | ---- | ------------------------------- | ------------------------------- | ------- | ------- | --------- |
| Median (23-29 сентября)                | 25,2     | 20,9  | 20,9    | 20,9   | 19,4              | 19,4              | 10,1 | 5,6  | 4,4  | 4,5                             | 4,5                             | 2,1     | 3,9     | 1,6       |
| STEM (24-30 сентября)                  | 27,3     | 21,7  | 21,7    | 21,7   | 17,4              | 17,4              | 12,3 | 4,4  | 6,5  | 1,8                             | 1,8                             | 1,5     | 5,7     | 1,7       |
| Kantar (13-22 сентября)                | 24,5     | 23,0  | 23,0    | 23,0   | 20,5              | 20,5              | 11,5 | 4,5  | 5,0  | 2,5                             | 2,5                             | -       | 4,0     | 4,5       |
| Data Collect (30 августа — 8 сентября) | 25,0     | 22,0  | 22,0    | 22,0   | 21,0              | 21,0              | 9,0  | 4,0  | 5,5  | 3,5                             | 3,5                             | -       | 4,5     | -         |
| STEM (31 августа — 8 сентября)         | 32,4     | 20,0  | 20,0    | 20,0   | 18,0              | 18,0              | 11,8 | 4,4  | 5,4  | 3,3                             | 3,3                             | -       | 2,2     | 2,4       |
| Median (1 августа — 2 сентября)        | 27,0     | 21,0  | 21,0    | 21,0   | 20,5              | 20,5              | 9,0  | 4,5  | 6,0  | 3,0                             | 3,0                             | 2,5     | 4,0     | 2,5       |
| Kantar (2-13 августа)                  | 27,5     | 21,0  | 21,0    | 21,0   | 21,0              | 21,0              | 10,0 | 3,5  | 5,0  | 2,0                             | 2,0                             | -       | 6,0     | 2,0       |
| Sanep (12-18 августа)                  | 24,6     | 21,3  | 21,3    | 21,3   | 20,7              | 20,7              | 9,8  | 5,0  | 5,3  | 3,0                             | 3,0                             | 1,7     | 5,2     | 3,4       |
| STEM (9-12 августа)                    | 31,1     | 21,7  | 21,7    | 21,7   | 18,7              | 18,7              | 11,2 | 4,6  | 5,8  | 3,1                             | 3,1                             | 0,2     | 3,3     | 0,4       |
| Median (1-30 июля)                     | 26,0     | 21,5  | 21,5    | 21,5   | 20,0              | 20,0              | 7,0  | 4,5  | 6,0  | 3,0                             | 3,0                             | 2,5     | 6,5     | 3,0       |
| CVVM (26 июня — 11 июля)               | 23,5     | 21,5  | 21,5    | 21,5   | 21,0              | 21,0              | 9,0  | 6,5  | 8,0  | 2,5                             | 2,5                             | 2,0     | 3,0     | 3,0       |
| STEM (21-29 июня)                      | 26,7     | 17,4  | 17,4    | 17,4   | 24,1              | 24,1              | 10,9 | 5,5  | 5,5  | 2,6                             | 2,6                             | 1,6     | 5,1     | 0,6       |
| Ipsos (2-6 июня)                       | 23,5     | 23,1  | 23,1    | 23,1   | 22,4              | 22,4              | 9,6  | 4,7  | 4,7  | 3,4                             | 3,4                             | 1,9     | 5,6     | 1,0       |
| Median (1-30 июня)                     | 26,0     | 20,0  | 20,0    | 20,0   | 21,5              | 21,5              | 8,0  | 5,0  | 5,5  | 3,5                             | 3,5                             | 2,0     | 6,0     | 2,5       |
| Kantar (7-18 июня)                     | 21,5     | 23,5  | 23,5    | 23,5   | 24,0              | 24,0              | 12,5 | 3,5  | 4,5  | -                               | -                               | -       | 6,0     | 5,5       |
| CVVM (29 мая — 13 июня)                | 24,5     | 19,5  | 19,5    | 19,5   | 22,5              | 22,5              | 9,5  | 7,5  | 7,5  | 3,5                             | 3,5                             | 1,5     | 2,5     | 1,5       |
| Data Collect (31 мая — 10 июня)        | 20,5     | 19,5  | 19,5    | 19,5   | 25,5              | 25,5              | 10,5 | 5,0  | 5,5  | 3,0                             | 3,0                             | -       | 5,0     | 5,5       |
| Kantar (10-28 мая)                     | 20,0     | 21,5  | 21,5    | 21,5   | 26,0              | 26,0              | 10,0 | 3,0  | 5,5  | 4,0                             | 4,0                             | 2,0     | 5,0     | 3,0       |
| Ipsos (19-25 мая)                      | 22,1     | 23,1  | 23,1    | 23,1   | 23,7              | 23,7              | 10,2 | 4,1  | 5,8  | 3,4                             | 3,4                             | -       | 4,3     | 3,4       |
| Median (1-31 мая)                      | 23,0     | 19,5  | 19,5    | 19,5   | 24,0              | 24,0              | 9,0  | 7,0  | 6,0  | 3,5                             | 3,5                             | 2,5     | 4,0     | 1,5       |
| Data Collect (май)                     | 19,4     | 20,7  | 20,7    | 20,7   | 27,0              | 27,0              | 13,0 | 3,6  | 6,2  | 2,3                             | 2,3                             | -       | 3,8     | 4,0       |
| Sanep (13-19 мая)                      | 22,4     | 18,5  | 18,5    | 18,5   | 26,3              | 26,3              | 10,8 | 5,7  | 4,9  | 3,8                             | 3,8                             | 1,2     | 3,5     | 1,4       |
| Kantar (12-30 апреля)                  | 21,0     | 21,5  | 21,5    | 21,5   | 27,0              | 27,0              | 12,0 | 4,0  | 5,0  | 3,5                             | 3,5                             | -       | 2,5     | 3,5       |
| Ipsos (8-12 апреля)                    | 22,2     | 21,7  | 21,7    | 21,7   | 27,9              | 27,9              | 10,0 | 4,5  | 5,4  | 3,6                             | 3,6                             | -       | 2,4     | 2,2       |
| Median (1 апреля — 4 мая)              | 21,0     | 17,0  | 17,0    | 17,0   | 27,5              | 27,5              | 11,5 | 6,5  | 6,0  | 2,5                             | 2,5                             | 3,0     | 2,5     | 2,5       |
| STEM (7-13 апреля)                     | 24,0     | 16,6  | 16,6    | 16,6   | 27,9              | 27,9              | 12,8 | 7,0  | 5,2  | 1,9                             | 1,9                             | 1,4     | 2,4     | 0,7       |
| Sanep (15-21 апреля)                   | 23,9     | 17,7  | 17,7    | 17,7   | 26,4              | 26,4              | 10,5 | 5,1  | 5,7  | 5,0                             | 5,0                             | 1,4     | -       | 6,2       |
| Data Collect (25 марта — 1 апреля)     | 22,1     | 18,2  | 18,2    | 18,2   | 28,5              | 28,5              | 13,4 | 3,7  | 2,8  | 5,1                             | 5,1                             | -       | -       | 4,3       |
| Kantar (25 марта — 1 апреля)           | 23,5     | 19,0  | 19,0    | 19,0   | 30,0              | 30,0              | 12,0 | 3,0  | 5,0  | 2,5                             | 2,5                             | -       | 2,0     | 1,0       |
| Ipsos (12-16 марта)                    | 25,3     | 20,9  | 20,9    | 20,9   | 26,9              | 26,9              | 9,5  | 4,0  | 4,0  | 3,1                             | 1,9                             | 1,5     | -       | 2,8       |
| Median (1 марта — 29 марта)            | 24,5     | 17,5  | 17,5    | 17,5   | 27,5              | 27,5              | 10,0 | 4,0  | 7,5  | 3,0                             | -                               | 2,0     | -       | 3,5       |
| Kantar (15 февраля — 5 марта)          | 22,0     | 17,5  | 17,5    | 17,5   | 34,0              | 34,0              | 11,0 | 4,5  | 5,5  | -                               | -                               | -       | -       | 5,5       |
| Median (1 февраля — 2 марта)           | 26,5     | 18,5  | 18,5    | 18,5   | 25,0              | 25,0              | 10,0 | 4,5  | 8,0  | 2,5                             | -                               | 1,5     | -       | 3,5       |
| Sanep (18-23 февраля)                  | 26,8     | 18,6  | 18,6    | 18,6   | 24,9              | 24,9              | 9,4  | 5,9  | 5,3  | 2,6                             | -                               | 1,2     | -       | 5,3       |
| Ipsos (15-19 февраля)                  | 25,4     | 20,5  | 20,5    | 20,5   | 24,9              | 24,9              | 9,4  | 5,5  | 4,8  | 3,4                             | 1,8                             | 1,6     | -       | 2,7       |
| Kantar (18 января — 5 февраля)         | 26,5     | 19,5  | 19,5    | 19,5   | 29,5              | 29,5              | 10,5 | 4,0  | 5,0  | -                               | -                               | -       | -       | 5,0       |
| Median (1-29 января)                   | 26,5     | 18,5  | 18,5    | 18,5   | 25                | 25                | 9,0  | 7,0  | 7,0  | 2,0                             | -                               | 1,5     | -       | 3,5       |
| Ipsos (15-19 января)                   | 27,2     | 21,7  | 21,7    | 21,7   | 23,2              | 23,2              | 8,4  | 5,8  | 6,0  | 3,6                             | 1,9                             | 1,2     | -       | 2,7       |
| Phoenix Research (1-10 января)         | 25,5     | 20,3  | 20,3    | 20,3   | 19,3              | 19,3              | 9,0  | 5,6  | 4,1  | 3,9                             | -                               | -       | -       | 12,3      |
| Sanep (11-16 декабря 2020)             | 27,7     | 20,1  | 20,1    | 20,1   | 25,5              | 25,5              | 8,1  | 6,7  | 5,0  | 2,8                             | -                               | 1,0     | -       | 3,1       |
| Kantar (13 ноября — 4 декабря 2020)    | 25,0     | 21,0  | 21,0    | 21,0   | 30                | 30                | 10,5 | 4,5  | 3,5  | -                               | -                               | -       | -       | 5,0       |
| Median (1-30 ноября 2020)              | 28,5     | 20,0  | 20,0    | 20,0   | 24,5              | 24,5              | 8,5  | 7,0  | 6,0  | 2,5                             | -                               | 1,5     | -       | 1,5       |
| Sanep (12-17 ноября 2020)              | 27,9     | 20,5  | 20,5    | 20,5   | 16,0              | 7,9               | 7,4  | 7,3  | 5,5  | 3,6                             | -                               | 0,9     | -       | 3,0       |
| CVVM (5-20 сентября 2020)              | 31,5     | 12,5  | 3,5     | 4,0    | 16,0              | 4,5               | 4,5  | 10,5 | 9,5  | 2,0                             | -                               | 1,0     | -       | 0,5       |
| STEM (31 августа — 13 сентября 2020)   | 28,4     | 10,6  | 5,4     | 5,3    | 12,8              | 7,5               | 8,8  | 7,3  | 7,3  | 3,4                             | 1,0                             | 1,1     | -       | 0,9       |

## Результаты
Результаты были опубликованы на портале Чешского статистического управления вечером 9 октября 2021 года.

Результаты выборов на уровне районов: SPOLU, ANO 2011

Распределение мандатов относительно политических субъектов

|                         |                                   |           |         |          |         |      |
| Субъект                 | Субъект                           | Голоса    | %       | +/-      | Мандаты | +/-  |
|                         | SPOLU (ODS, KDU-ČSL и TOP 09)     | 1 493 905 | 27,79 % | ▲ 5,36 % | 71      | ▲ 29 |
|                         | ANO 2011                          | 1 458 140 | 27,12 % | ▼ 2,51 % | 72      | ▼ 6  |
|                         | Пираты и Старосты (Пираты и STAN) | 839 776   | 15,62 % | ▼ 0,35 % | 37      | ▲ 9  |
|                         | SPD                               | 513 910   | 9,56 %  | ▼ 1,08 % | 20      | ▼ 2  |
|                         | Присяга                           | 251 562   | 4,68 %  |          | 0       | ▬    |
|                         | ČSSD                              | 250 397   | 4,65 %  | ▼ 2,62 % | 0       | ▼ 15 |
|                         | KSČM                              | 193 817   | 3,60 %  | ▼ 4,16 % | 0       | ▼ 15 |
|                         | Триколор Свободные Собственники   | 148 463   | 2,76 %  |          | 0       | ▬    |
|                         | Volný blok                        | 71 587    | 1,33 %  |          | 0       | ▬    |
|                         | Партия зелёных                    | 53 343    | 0,99 %  | ▼ 0,47 % | 0       | ▬    |
|                         | Откроем Чехию нормальной жизни    | 21 804    | 0,40 %  |          | 0       | ▬    |
|                         | Швейцарская демократия            | 16 823    | 0,31 %  |          | 0       | ▬    |
|                         | Мораване                          | 14 285    | 0,26 %  |          | 0       | ▬    |
|                         | Альянс за будущее                 | 11 531    | 0,21 %  |          | 0       | ▬    |
|                         | Чешская корона                    | 8 635     | 0,16 %  |          | 0       | ▬    |
|                         | Источники                         | 8 599     | 0,15 %  |          | 0       | ▬    |
|                         | Urza.cz                           | 6 775     | 0,12 %  |          | 0       | ▬    |
|                         | Альянс национальных сил           | 5 167     | 0,09 %  |          | 0       | ▬    |
|                         | Пенсионеры 21                     | 3 698     | 0,06 %  |          | 0       | ▬    |
|                         | Моравское земское движение        | 1 648     | 0,03 %  |          | 0       | ▬    |
|                         | Левые                             | 639       | 0,01 %  |          | 0       | ▬    |
|                         | Правый блок                       | 586       | 0,01 %  |          | 0       | ▬    |
| Недействительные голоса | Недействительные голоса           | 36 794    | 0,68 %  | —        | —       | —    |
| Всего                   | Всего                             | 5 411 884 | 100 %   | —        | 200     | —    |

### Избранные депутаты

Распределение мандатов по партиям

|        |                          |           |      |
| Партия | Партия                   | Мандаты   | Δ    |
|        | ANO 2011                 | 72 из 200 | ▼ 6  |
|        | ODS                      | 34 из 200 | ▲ 9  |
|        | STAN                     | 33 из 200 | ▲ 27 |
|        | KDU-ČSL                  | 23 из 200 | ▲ 13 |
|        | SPD                      | 20 из 200 | ▼ 2  |
|        | TOP 09                   | 14 из 200 | ▲ 7  |
|        | Чешская пиратская партия | 4 из 200  | ▼ 18 |